# България търси талант
„България търси талант“ (на английски: Bulgaria's Got Talent) е българската версия на британската риалити поредица „Got Talent“, създадена от продуцента Саймън Коуел.
Предаването започва в българския ефир през пролетта на 2010 г. и се излъчва от телевизия bTV. В него участие могат да вземат всички хора без ограничение във възрастта с всякакви различни умения – професионалисти и аматьори, хора с таланти и хора с желание за изява и всичко, което може да бъде представено пред зрителите.
У нас до момента са реализирани 8 сезона на предаването – с различни продуцентски екипи. Настоящата награда за победителя е 50 000 лв.

## Водещи и жури

### Водещи
основен водещ на България търси талант
  водещ на България търси талант и съпътстващата онлайн продукция Още от България търси талант
  водещ на съпътстващата онлайн продукция Още от България търси талант
| Водещ             | Сезон 1 | Сезон 2 | Сезон 3 | Сезон 4 | Сезон 5 | Сезон 6 | Сезон 7 | Сезон 8 | Сезон 9 |
| ----------------- | ------- | ------- | ------- | ------- | ------- | ------- | ------- | ------- | ------- |
| Мария Игнатова    |         |         |         |         |         |         |         |         |         |
| Александра Раева  |         |         |         |         |         |         |         |         |         |
| Мария Силвестър   |         |         |         |         |         |         |         |         |         |
| Александър Кадиев |         |         |         |         |         |         |         |         |         |
| Даниел Петканов   |         |         |         |         |         |         |         |         |         |
| Петър Антонов     |         |         |         |         |         |         |         |         |         |
| Крис Захариев     |         |         |         |         |         |         |         |         |         |

### Жури
| Член на журито      | Сезон 1 | Сезон 2         | Сезон 3 | Сезон 4         | Сезон 5 | Сезон 6 | Сезон 7         | Сезон 8 | Сезон 9 |
| ------------------- | ------- | --------------- | ------- | --------------- | ------- | ------- | --------------- | ------- | ------- |
| Любен Дилов-син     |         |                 |         |                 |         |         | до 1/2-финалите |         |         |
| Хилда Казасян       |         |                 |         |                 |         |         |                 |         |         |
| Магърдич Халваджиян |         | до 1/2-финал №1 |         |                 |         |         |                 |         |         |
| ⇄ Красимир Радков   |         | от 1/2-финал №2 |         |                 |         |         |                 |         |         |
| Асен Блатечки       |         |                 |         |                 |         |         |                 |         |         |
| Ваня Цветкова       |         |                 |         |                 |         |         |                 |         |         |
| Есил Дюран          |         |                 |         |                 |         |         |                 |         |         |
| Иво Сиромахов       |         |                 |         |                 |         |         |                 |         |         |
| Дарина Павлова      |         |                 |         |                 |         |         |                 |         |         |
| Ники Илиев          |         |                 |         |                 |         |         |                 |         |         |
| Илиана Беновска     |         |                 |         | до 1/2-финал №4 |         |         |                 |         |         |
| ⇄ Деси Добрева      |         |                 |         | от 1/2-финал №5 |         |         |                 |         |         |
| Ицо Хазарта         |         |                 |         |                 |         |         |                 |         |         |
| Михаела Филева      |         |                 |         |                 |         |         |                 |         |         |
| Катерина Евро       |         |                 |         |                 |         |         |                 |         |         |
| Славена Вътова      |         |                 |         |                 |         |         |                 |         |         |
| ⇄ Любомир Нейков    |         |                 |         |                 |         |         | от 1/2-финалите |         |         |
| Николаос Цитиридис  |         |                 |         |                 |         |         |                 |         |         |
| Евелин Костова      |         |                 |         |                 |         |         |                 |         |         |
| Тодор Кантарджиев   |         |                 |         |                 |         |         |                 |         |         |
| Галена              |         |                 |         |                 |         |         |                 |         |         |
| Юлиан Вергов        |         |                 |         |                 |         |         |                 |         |         |

## Сезони
| Сезон | Сезон | ТВ канал | ТВ сезон      | Епизоди | Старт        | Финал       | Излъчване                                                                                            | Победител            | Победител            | Награда    | Продуценти             |
| Сезон | Сезон | ТВ канал | ТВ сезон      | Епизоди | Старт        | Финал       | Излъчване                                                                                            | Име                  | Талант               | Награда    | Продуценти             |
| ----- | ----- | -------- | ------------- | ------- | ------------ | ----------- | --- | -------------------- | -------------------- | ---------- | ---------------------- |
|       | 1     | bTV      | 2010 (пролет) | 32      | 1 март       | 24 май      | пон.-вто., 21:00 – 22:00 и четв, 21:30 – 22:00 1/2-финали: пон., 20:00 – 22:00 и нед., 21:30 – 22:00 | Богдана Петрова      | пеене                | 60 000 лв. | Global Films           |
|       | 2     | bTV      | 2012 (пролет) | 25      | 5 март       | 29 май      | пон.-вто., 21:00 – 22:00 1/2-финали: вто., 20:00 – 22:00 и четв., 21:00 – 22:00                      | Кристина Арабаджиева | пеене                | 60 000 лв. | Global Films           |
|       | 3     | bTV      | 2014 (пролет) | 25      | 3 март       | 26 май      | пон. и четв., 21:30 – 22:30 1/2-финали: пон., 20:00 – 22:30 и четв., 21:30 – 22:30                   | Томас Томов          | класическо пеене     | 60 000 лв. | bTV                    |
|       | 4     | bTV      | 2015 (пролет) | 21      | 15 март      | 31 май      | нед., 20:00 – 22:00 и пон., 21:30 – 22:30                                                            | Пламен Любенов       | хип-хоп танци        | 60 000 лв. | Seven-Eight Production |
|       | 5     | bTV      | 2016 (пролет) | 14      | 6 март       | 5 юни       | нед., 20:00 – 22:00/22:30                                                                            | Виво Монтана         | музикална група      | 50 000 лв. | bTV                    |
|       | 6     | bTV      | 2019 (есен)   | 14      | 15 септември | 15 декември | нед., 20:00 – 22:00/22:30                                                                            | Андриян Асенов       | имитации             | 50 000 лв. | bTV                    |
|       | 7     | bTV      | 2021 (пролет) | 13      | 28 февруари  | 30 май      | нед., 20:00 – 22:00/22:30                                                                            | Калоян Гешев         | скоростна калкулация | 50 000 лв. | bTV                    |
|       | 8     | bTV      | 2022 (пролет) | 14      | 14 февруари  | 15 май      | нед., 20:00 – 22:00/22:30                                                                            | Стефан Иванов        | свирене на гайда     | 50 000 лв. | bTV                    |
|       | 9     | bTV      | 2025 (есен)   |         | септември    | декември    | нед., 20:00 – 22:00/22:30                                                                            |                      |                      | 50 000 лв. | bTV                    |

### Първи сезон
На 27 ноември 2009 г. е обявено, че ще се реализира първият сезон на „България търси талант“, а в същия ден започва и онлайн записването на специален имейл адрес на предаването.
На 7 декември 2009 г. са обявени и водещите на реалити формата – певицата Александра Раева и актрисата Мария Игнатова.
Изпълнителен продуцент на първия сезон е Global Films на Магърдич Халваджиян, който е и част от журито. Постоянни членове на журито са и Любен Дилов-син и Хилда Казасян. В различните епизоди гост-жури са актьорите Стефан Данаилов и Васил Василев-Зуека, както и журналистът Ани Салич.
Предварителните кастинги започват от Варна – на 13, 14 и 15 декември 2009 г. В следващия град – Пловдив кастингът се провежда на 17 и 18 декември. София е последният кастингов град – прослушванията са на 20, 21 и 22 декември 2009 година.
На 24 февруари 2010 г. е обявена и стартовата дата на предаването – 1 март, както и дните и часовете на излъчване. На 24 май 2010 г. е финалът на предаването и победител е певицата Богдана Петрова. Тя печели 60 000 лева.

### Втори сезон
Вторият сезон е обявен на 26 ноември 2011 г. Кастинги се провеждат вече на 5 локации: Плевен – 10 декември 2011, Варна – 12 и 13 декември 2011, Бургас – 15 и 16 декември 2011, Пловдив – 17 и 18 декември 2011 и София – 20, 21, 22 и 23 декември 2011 г.
На 10 декември 2011 г. (събота) от 17:00 до 18:00 се излъчва т.нар. „Припомнящ епизод“, в който се излъчват най-забавните и най-запомнящите се кандидати и номера от първия сезон на предаването в България.
Екипът, който прави сезона е същия като този на първия сезон – „Global Films“ на Магърдич Халваджиян. Запазва се и съставът на водещите и журито. От втория полуфинал(24 април 2012 г.) до края на сезона обаче на мястото на Магърдич Халваджиян в журито сяда актьорът от „Шоуто на Слави“ – Красимир Радков. Причината – договорът на Халваджиян с телевизията е прекратен след скандал около свалянето от ефир на други две предавания в ефира на bTV, продуцирани от компанията – „Господари на ефира“ и „Пълна лудница“.
В различните епизоди по време на кастингите гост-жури са Енчо Керязов, Ваня Цветкова и Калин Сърменов.
Записите на предаването за първия етап, за който са одобрени близо 400 кандидати, се провеждат в студийния комплекс на „Global Films“ в комплекс „Аско Деница“, по два пъти на ден – на 14, 15, 20, 21, 22, 27, 28 и 29 януари и на 3, 4 и 5 февруари.
На 24 февруари 2012 е обявено, че втория сезон ще стартира на 5 март в 21:00 часа, а финалът е на 29 май същата година. Победител е 12-годишната певица Кристина Арабаджиева.

### Трети сезон
Третият сезон е обявен през декември 2013 г и се излъчва през пролетния ТВ сезон на 2014 г.
Въпреки че първоначалната информация е че изпълнителен продуцент на този сезон ще е Seven-Eight Production на Слави Трифонов, впоследствие е обявено, че bTV ще продуцира сама предаването.
Преди началото на същинския сезон на предаването се излъчва шоуто „Най-доброто от световните таланти“. Изпълнителен продуцент на предаването е Seven-Eight Production на Слави Трифонов. Показват най-добрите номера от различните издания на предаването – Словакия, Канада, Белгия, Нова Зеландия, Италия, Нидерландия и др. „Най-доброто от световните таланти“ се излъчва от 6 февруари в сряда от 21:00 часа. Водещ на развлекателното шоу е актьорът Краси Радков. Излъчването на третото издание е отложено със седмица заради извънредно новинарско студио в праймтайма. Последният четвърти епизод е излъчен на 1 май от 20:00 ч.
Именно по време на „Най-доброто от световните таланти“ са обявени кастингите за новия сезон. За първи път те се провеждат в няколко града едновременно, а локациите са много повече. Във Враца, Русе, Благоевград и Велико Търново – на 8 и 9 януари, а във Варна, Пловдив и Бургас – на 11 и 12 януари. В столицата кастингите са на 11, 12, 13 и 14 януари.
Първият етап в предаването се записват в зала „Ренесанс“, бившия Младежки театър в София, всеки уикенд в продължение на месец. На 27 януари е обявен и съставът на журито, който е напълно различен – Любен Дилов-син, певицата Есил Дюран и актьорите Ваня Цветкова и Асен Блатечки.
Ден преди старта на снимките в централната емисия на bTV Новините е обявена и водещата – актрисата Мария Силвестър.
Третият сезон започва в 21:00 ч. в Деня на националния празник с променена схема на излъчване. Победител в третия сезон е Томас Томов.

### Четвърти сезон
Четвъртият сезон е обявен в края на 2014 г. и започва на 15 март 2015 г.
Изпълнителният продуцент е Seven-Eight Production на Слави Трифонов. Към Мария Силвестър като водещ се присъединява Александър Кадиев. Съставът на журито отново е променен – Николай Илиев, Дарина Павлова, Иво Сиромахов и Илиана Беновска (до 17 май 2015 г.), Десислава Добрева (от 17 май 2015 г.).
Победител в четвъртия сезон е Пламен Любенов.

### Пети сезон
Петият сезон е обявен в края на 2015 г. и стартира на 6 март 2016 г.
Водеща отново е Мария Силвестър. Жури са Асен Блатечки, Любен Дилов - син, Ицо Хазарта И Михаела Филева. Победител в петия сезон е Виво Монтана.

### Шести сезон
Шестият сезон е обявен през декември 2018 г. и стартира на 15 септември 2019 г.
Има нови водещи – Александър Кадиев и Даниел Петканов. Любен Дилов - син, Славена Вътова, Катерина Евро и Ицо Хазарта журират. Победителят в шестия сезон е Андриян Асенов.
За първи път онлайн в сайта на шоуто се излъчва и съпътстващата продукция „Още от България търси талант“, която представя бекстейдж кадри и ексклузивни интервюта с лицата на предаването и участниците.

### Седми сезон
Седмият сезон е обявен на 15 декември 2019 г и стартира на 28 февруари 2021 г.
На 4 април 2021 г. предаването не е излъчено заради Парламентарните избори в България. На 21 април 2021 г. е обявено, че от 9 май 2021 г., когато започват епизодите на живо, Любен Дилов-син няма да бъде член на журито, поради избора му за депутат в XLV народно събрание. Неговото място е заето от актьорът Любомир Нейков. „Още от България търси талант“ вече има собствен водещ – влогърът Крис Захариев.
Победител е Калоян Гешев.

### Осми сезон
Осмият сезон е обявен на 30 май 2021 г. и се излъчва през пролетния сезон на bTV. Макар премиерният епизод да е излъчен в понеделник, телевизията запазва стандартната схема на излъчване на останалите издания.
След като и рапърът Ицо Хазарта е избран за народен представител – в XLVII народно събрание, той също отпада от състава на журито. В този сезон талантите оценяват актрисата Евелин Костова, водещият Николаос Цитиридис, лекарят проф. Тодор Кантарджиев, както и Катерина Евро, която запазва мястото си. Водещите остават същите. Победителят е Стефан Иванов.
На 14 февруари започват кастингите, а на 24 април – полуфиналите.
От 1 юни до 31 август 2024 г. вървят повторения на сезона, като те се излъчват всяка събота от 20:00 ч.

### Девети сезон
Деветият сезон е обявен в началото на 2025 г., като ще се излъчва през есенния сезон на телевизията.
Към Катерина Евро и Николаос Цитиридис в журито се присъединяват Юлиан Вергов и Галена, а към Александър Кадиев като водещ се присъединява Петър Антонов.